# Giorgia Meloni
Giorgia Meloni (ur. 15 stycznia 1977 w Rzymie) – włoska polityk, parlamentarzystka, minister do spraw młodzieży (2008–2011), współzałożycielka i liderka partii Bracia Włosi, w latach 2020–2025 przewodnicząca Partii Europejskich Konserwatystów i Reformatorów, premier Włoch (od 2022).

## Życiorys
Urodziła się i spędziła dzieciństwo w rzymskiej dzielnicy Garbatella. Uzyskała wykształcenie średnie. W młodości pracowała m.in. jako barmanka. W wieku 15 lat założyła stowarzyszenie młodzieżowe Gli Antenati, które przeciwstawiało się reformie szkolnictwa proponowanej przez minister Rosę Russo Iervolino. W 1996 wybrano ją głównym reprezentantem organizacji Azione Studentesca, ruchu wspierającego Sojusz Narodowy na forum stowarzyszeń młodzieżowych. Była autorką inicjatyw zmierzających do otwierania szkół w godzinach popołudniowych i darmowego wypożyczania podręczników. W 1998 została wybrana na radną prowincji Rzym z ramienia Sojuszu Narodowego, pełniła tę funkcję do 2002. W 2000 weszła w skład zarządu Azione Giovani, a dwa lata później podczas kongresu w Viterbo stanęła na czele tej organizacji.
W 2006 została wybrana na posłankę do Izby Deputowanych XV kadencji z listy Sojuszu Narodowego. Pełniła funkcję wiceprzewodniczącej tej izby parlamentu, stając się wówczas najmłodszą osobą powołaną na to stanowisko w historii Włoch. W przedterminowych wyborach w 2008 uzyskała mandat na XVI kadencję z ramienia Ludu Wolności. W maju tego samego roku mianowano ją ministrem do spraw młodzieży w czwartym rządzie Silvia Berlusconiego. Stanowisko to zajmowała do listopada 2011.
W 2012 współtworzyła partię Bracia Włosi – Centroprawica Narodowa, z jej ramienia w 2013 ponownie wybrana do Izby Deputowanych na XVII kadencję. W latach 2012–2013 była jedną z trzech współprzewodniczących, a w 2014 została przewodniczącą partii.
W 2018 i 2022 utrzymywała mandat posłanki, wygrywając w okręgu większościowym. We wrześniu 2020 została również przewodniczącą Partii Europejskich Konserwatystów i Reformatorów; funkcję tę pełniła do stycznia 2025.
W wyniku przedterminowych wyborów parlamentarnych w 2022 większość w obu izbach XIX kadencji uzyskała centroprawicowa koalicja, tworzona głównie przez FdI, Ligę i Forza Italia. Bracia Włosi stali się największym parlamentarnym ugrupowaniem. Ugrupowania te uzgodniły powołanie nowego rządu, wskazując Giorgię Meloni jako kandydatkę na premiera. 21 października 2022 prezydent Sergio Mattarella powierzył jej misję utworzenia gabinetu. Jeszcze tego samego dnia liderka FdI przedstawiła listę kandydatów na członków rządu. Następnego dnia prezydent dokonał zaprzysiężenia wicepremierów i ministrów, a nowy gabinet rozpoczął funkcjonowanie. Giorgia Meloni stała się pierwszą w historii kobietą na stanowisku premiera Włoch.

## Poglądy polityczne
Zadeklarowała się jako przeciwniczka nielegalnej imigracji, małżeństw osób tej samej płci i adopcji dzieci przez takie pary, podkreślała swoje przywiązanie do chrześcijańskich i rodzinnych wartości, określiła aborcję jako porażkę. Opowiedziała się za członkostwem Włoch w NATO i Unii Europejskiej, a także pozostaniem państwa w strefie euro, krytykowała jednocześnie nadmierną jej zdaniem biurokrację w UE.
W 2018 określiła Benita Mussoliniego jako „skomplikowaną postać”, w 2022 powiedziała, że „faszyzm ogranicza się do historii”. W 2022 wskazała na wspólne wartości i doświadczenia jej ugrupowania z Likudem, brytyjską Partią Konserwatywną i amerykańską Partią Republikańską.
Przed rozpoczęciem rosyjskiej inwazji na Ukrainę w 2022 opowiadała się za polepszeniem relacji włosko-rosyjskich, jednak w kampanii wyborczej w 2022 zobowiązała się do kontynuacji i niezmniejszania pomocy wojskowej dla Ukrainy oraz działań na rzecz wzmacniania pozycji międzynarodowej tego państwa.

## Życie prywatne
Jej partnerem życiowym do 2023 był dziennikarz Andrea Giambruno, z którym ma córkę. Jej szwagrem został polityk Francesco Lollobrigida.

## Odznaczenia
- Krzyż Wielki Orderu Białej Róży Finlandii (Finlandia, 2023)[23]
- Order Wolności (Ukraina, 2024)[24]
- Krzyż Wielki Order Izabeli Katolickiej (Hiszpania, 2024)[25]